# András Törőcsik
András Törőcsik (1. května 1955, Budapešť – 9. července 2022) byl maďarský fotbalista.
Hrál útočníka za Dózsu Újpest. Byl na MS 1978 a 1982. Zemřel 9. července 2022 ve věku 67 let na zápal plic.

## Hráčská kariéra
András Törőcsik hrál útočníka za Dózsu Újpest a 1 rok za Montpellier HSC. S Dózsou Újpest vyhrál 3× ligu.
Za Maďarsko hrál 45 zápasů a dal 12 gólů. Byl na MS 1978 a 1982.

## Úspěchy
Dózsa Újpest
- Maďarská liga (3): 1975, 1978, 1979
- Maďarský pohár (3): 1975, 1982, 1983